# Arrondissement Châtillon-sur-Seine
Châtillon-sur-Seine is een voormalig arrondissement in het departement Côte-d'Or in de Franse regio Bourgogne-Franche-Comté. Het arrondissement werd op 17 februari 1800 gevormd en op 10 september 1926 opgeheven. De zes kantons werden bij de opheffing toegevoegd aan het arrondissement Montbard.

## Kantons
Het arrondissement was samengesteld uit de volgende kantons:
- kanton Aignay-le-Duc
- kanton Baigneux-les-Juifs
- kanton Châtillon-sur-Seine
- kanton Laignes
- kanton Montigny-sur-Aube
- kanton Recey-sur-Ource